# Kenny G
Kenneth Bruce Gorelick (Seattle, Washington, Estados Unidos; 5 de junio de 1956), más conocido por su nombre artístico, Kenny G, es un saxofonista estadounidense ganador del Grammy. 
Es un destacado instrumentista popular de los años 1980 y 1990. Actualmente, el saxofonista proveniente de Seattle, dedica su tiempo completo a desarrollar giras regionales en Estados Unidos y algunas internacionales, sobre todo Japón y China.
Es uno de los músicos instrumentistas de mayor éxito en ventas de álbumes.

## Biografía
El instrumento principal de Kenny G es el saxofón soprano, pero también toca a veces el saxofón tenor y el alto. Comenzó a tocar el saxofón cuando tenía 10 años, en 1966. El instrumento que tenía cuando era estudiante era un saxofón alto Buffet-Crampon. Ahora toca con saxofones Selmer Mark VI Soprano, Alto y Tenor. Ha creado su propia línea de saxofones llamados "Kenny G Saxofones".
Su cuarto álbum, Duotones, le llevó al éxito en 1986. En 1997 fue incorporado al Libro Guinness de los récords al haber ejecutado la nota más larga registrada por un saxofón (45'47").
Una de sus últimas participaciones ha sido su contribución en la canción "Last Friday Night (T.G.I.F)" de la cantante estadounidense Katy Perry. En el vídeo oficial, tocó el saxofón actuando como "Uncle Kenny (Tío Kenny)". También, en 2020 participó en el remix de la canción "In your eyes" del cantante The Weeknd.
Entre las canciones o composiciones más populares del músico, se encuentra "Silhouette".
A lo largo de su carrera ha actuado junto a decenas de cantantes, como Michael Bolton, Richard Marx, Aaron Neville, Whitney Houston, Andrea Bocelli, Toni Braxton, Wham, George Michael, David Foster o Stevie Wonder, incluso en habla hispana como participar en un disco musical de la banda Camila, con el tema: "Es hora de decir adiós". Recientemente participó en el solo de saxo, en la versión de estudio y la versión en vivo, en el tema In Your Eyes, una canción de The Weeknd.

La destacada participación en los lentos de los años 1980 hicieron que, casi imperceptiblemente, todos los que vivieron esa época, y 1990, escucharan temas de él sin saber quien era, ya que acompañaba instrumentalmente en muchos lentos.

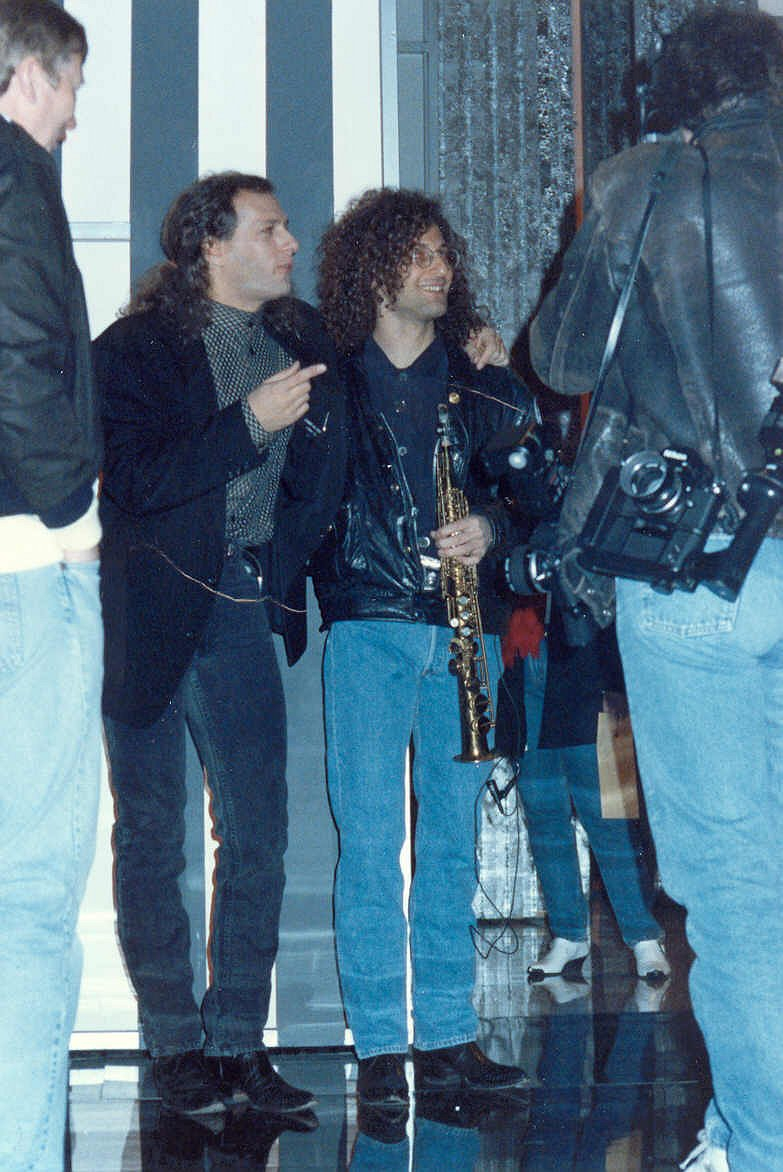
Michael Bolton y Kenny G, en una práctica un día antes de los premios Grammy en la década de los 1980.

La carrera musical de Kenny G se inició con un trabajo como acompañante para orquesta Amor ilimitado de Barry White en 1973, cuando tenía 17 años y todavía estaba en la escuela secundaria. Continuó tocando profesionalmente mientras estudiaba para obtener una especialización en contabilidad en la Universidad de Washington en Seattle y se graduó. Él tocó con la banda de funk Fría, Bold y Together antes de convertirse en un miembro acreditado de The Jeff Lorber Fusion. Comenzó su carrera en solitario después de su periodo con Lorber.
1980: El éxito temprano y avance con Duotones

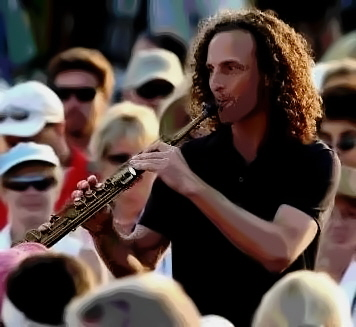
Kenny G toca en las playas de los Estados Unidos.

Kenny G firmó con Arista Records como artista en solitario en 1982, después que el presidente etiqueta de Clive Davis escuchó su versión de "Dancing Queen" de ABBA. Se lanzó su primer disco homónimo con la ayuda de The Jeff Lorber Fusion. El álbum recibió buenas críticas. Recibió el éxito muy pronto, tanto con G Force y la gravedad, su segundo y tercer discos de estudio, respectivamente, alcanzando el disco de platino en los Estados Unidos.

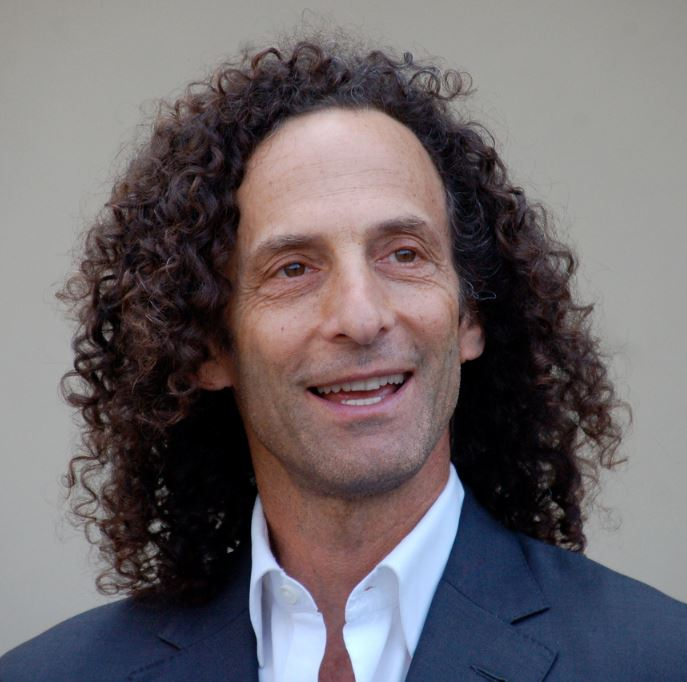
Kenny G en 2013.

A mediados y finales de 1980, Kenny G trabajó con artistas como George Benson, Patti LaBelle y Aretha Franklin. Tuvo un éxito en 1987, con «Love Power», un dúo con Dionne Warwick y Jeffrey Osborne, como saxofonista invitado. Su primer álbum en vivo, titulado Kenny G en vivo incluye canciones populares, entre "Going Home", que alcanzó un gran éxito en la República Popular de China.
Kenny G ha colaborado en particular con una amplia variedad de artistas como Andrea Bocelli, Aaron Neville, Toni Braxton, DJ Jazzy Jeff & The Fresh Prince, Natalie Cole, Steve Miller, Weezer, Dudley Moore, Lee Ritenour, The Rippingtons, Michael Bolton, Celine Dion, Frank Sinatra, Wham, Whitney Houston, Bebel Gilberto, Steve Wonder, Smokey Robinson, Camila y Will Smith.

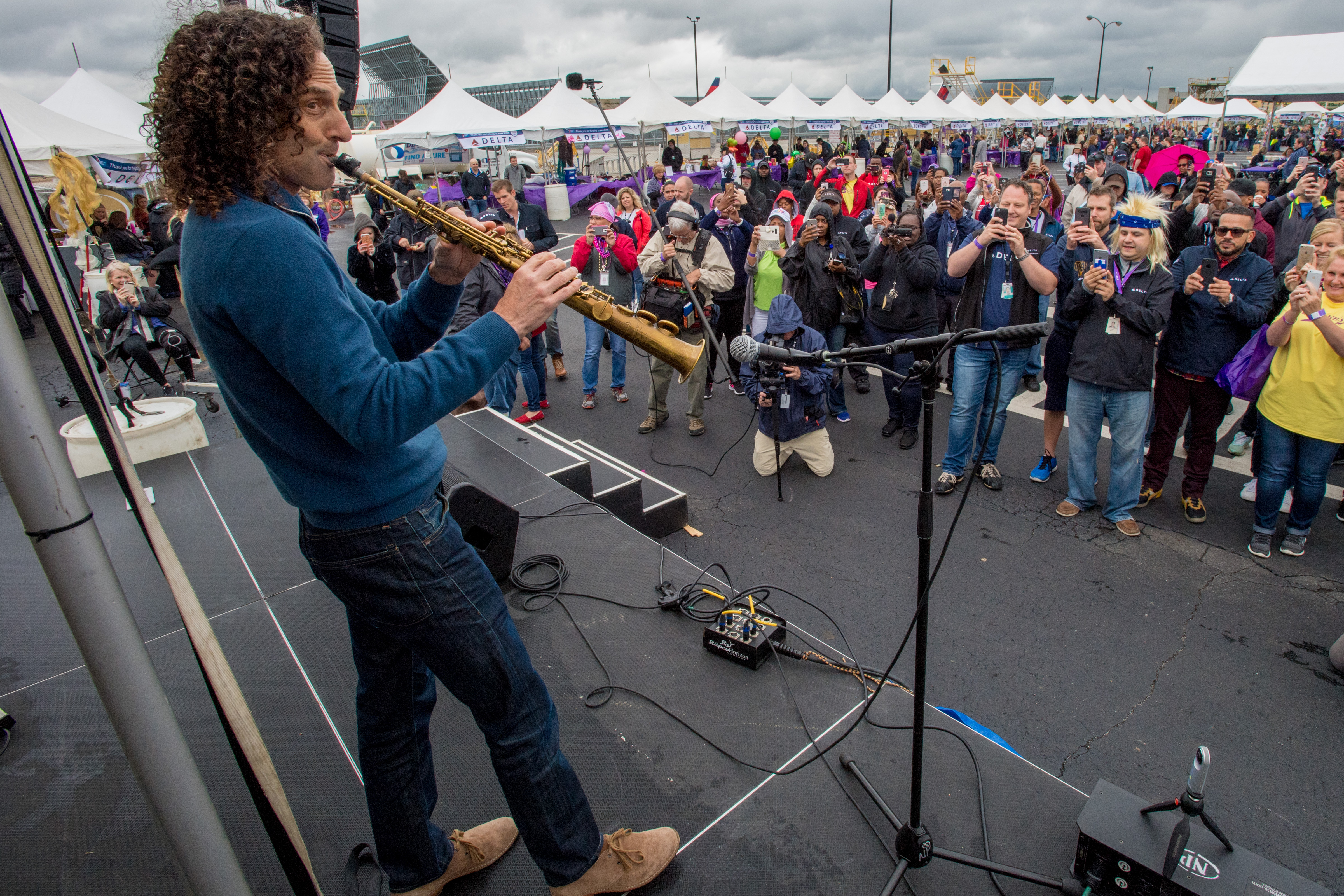
Kenny G en 2017.

Realizó decenas de publicidades que fueron “virales” en la redes. 
El saxofonista es uno de los accionistas principales de la conocida marca de café Starbucks y ahora que la industria musical atraviesa momentos complicados, el precio de la acción de la multinacional estadounidense es una de las obsesiones del compositor de Seattle.

## Discografía

### Álbumes de estudio
- 1982 - Kenny G
- 1983 - G Force
- 1985 - Gravity
- 1986 - Duotones
- 1988 - Silhouette
- 1992 - Breathless
- 1994 - Miracles: The Holiday Album
- 1996 - The Moment
- 1999 - Faith: A Holiday Album
- 2002 - Paradise
- 2002 - Wishes: A Holiday Album
- 2008 - Rhythm and Romance
- 2010 - Heart and Soul
- 2012 - Namaste con Rahul Sharma
- 2015 - Brazilian Nights
- 2021 - New Standards
- 2023 - Innocence

### Álbumes en directo
- 1989 - Kenny G Live
- 2006 - Best
- 2009 - An Evening of Rhythm & Romance

### Álbumes de grandes éxitos
- 1994 - The Very Best of Kenny G
- 1997 - Greatest Hits
- 2003 - Ultimate Kenny G
- 2005 - The Greatest Holiday Classics
- 2006 - The Essential Kenny G
- 2008 - Playlist: The Very Best of Kenny G
- 2009 - Forever in Love: The Best of Kenny G
- 2009 - Super Hits

### Álbumes recopilatorios
- 1990 - The Collection
- 1991 - Montage
- 2001 - In America
- 2004 - The Romance Of Kenny G
- 2006 - The Holiday Collection
- 2008 - Love Ballads
- 2009 - The Music of Kenny G
- 2012 - Breathless/At Last...The Duets Album
- 2012 - The Christmas Classic Album
- 2014 - The Box Set Series
- 2016 - Original Album Classics

### Álbumes decovers
- 1999 - Classics in The Key of G
- 2004 - At Last... The Duets Album
- 2006 - I'm in the Mood for Love...The Most Romantic Melodies of All Time

### EP
- 1997 - Six of Heart

### Bandas sonoras
- 1991 - Dying Young
- 2011 - Last Friday Night (participación como Uncle Kenny)